# Эльбан
Эльба́н — рабочий посёлок в Амурском районе Хабаровского края России.
Население — 9833 чел. (2025).

## Название
Существует три варианта происхождения названия «Эльбан». В переводе с эвенкийского Альбин — это простор, в переводе с ульчского — просторное место. Существует также нанайская легенда, повествующая о том, как однажды охотник, взобравшись на сопку увидел перед собой чудесную долину, освещенную солнцем и воскликнул от удивления: «Ульбин!» — что означало «солнечная долина». 

## География и транспорт
Эльбан — посёлок районного подчинения. Находится в 72 км от Комсомольска-на-Амуре. В посёлке находится одноимённая железнодорожная станция на линии Волочаевка-2 — Комсомольск-на-Амуре. Посёлок расположен в долине реки Эльбан в 20 километрах от реки Амур, однако передвижение к Амуру затруднено из-за отсутствия подходящих дорог. Добраться до городов Комсомольска-на-Амуре, Амурск и Хабаровск можно на автобусе.
Посёлок Эльбан приравнен к районам Крайнего Севера.

## История
Посёлок был образован в сентябре 1936 года и стал быстро развиваться после начала Великой Отечественной со строительством Эльбанского механического завода (сейчас АО ДВПО «Восход»). В декабре 1936 года был построен мост через Ульбинку, в этом же году железнодорожный участок в 77 километрах от г. Комсомольска-на-Амуре и получил название «Разъезд № 26».
В 1940 году на эту станцию был перевезён военный склад № 975.
В сентябре 1941 года в тяжёлых условиях первые рабочие завода организовали на складе снаряжательный завод Народного комиссариата обороны под  №637 по производству боеприпасов.
В это время посёлок получает имя Эльбан. В декабре 1941 года выпущена первая партия боеприпасов для фронта.
К концу 1942 года на нём было организовано массовое производство боеприпасов: авиабомб, мин, снарядов 76 и 120 мм.
Улица, которая стала строиться от завода к переезду, стала впоследствии называться Заводской. С ростом населения посёлка в 1943—1944 годах было построено 12 стандартных домов по улицам 1-я Стандартная и 2-я Стандартная, отсюда и название данных улиц.
В период наивысшего экономического развития (конец 1980-х годов) численность населения поселка достигала 17 тыс. человек. На территории поселка стабильно и в полную силу работали ДВПО «Восход», совхоз «Эльбанский», комбинат «Волна», «Управление строительства — 104 с 9 подразделениями», ПМК — 81. Была развита сеть объектов социально-культурного назначения: работали — 2 дома культуры, 5 детских садов, 4 школы, стадион «Восход», спортивный комплекс «Совхоз», расширялась больница, планировалось строительство Дворца культуры и дальнейшее развитие жилого сектора.
В начале 1990-х годов Эльбан захлестнула волна социально-экономического спада.
В 2015 году в поселке открылся новый следственный изолятор на 800 мест, построенный в виде шести лучей звезды с применением новых технологий и современных материалов. За расположение корпусов, расходящихся семью лучами из центра, в народе ему дали название «Снежинка». Все здания и помещения режимного объекта выполнены в соответствии с европейскими правилами и требованиями к содержанию подследственных. С 2017 года он превращён в исправительную колонию особого режима для пожизненно осуждённых.

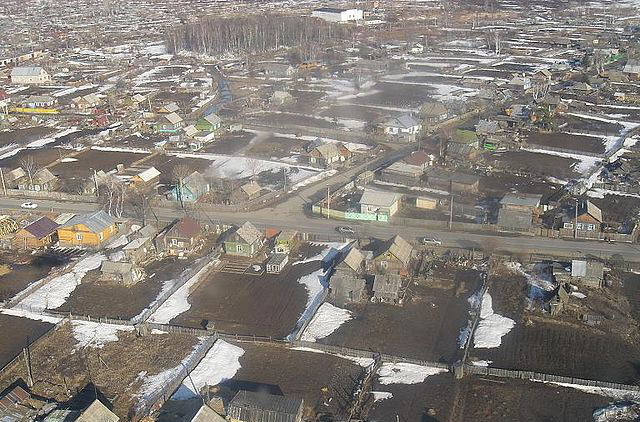
Эльбан, частный сектор
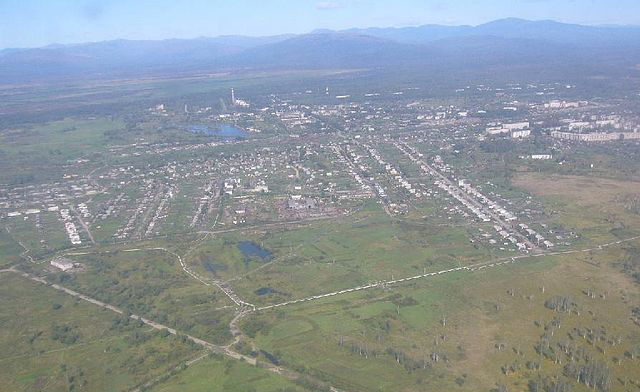
Эльбан, вид с высоты птичьего полёта

## Население
| 1952    | 1959    | 1970    | 1975    | 1979    | 1989    | 1991    |
| ------- | ------- | ------- | ------- | ------- | ------- | ------- |
| 1500    | ↗4046   | ↗5382   | ↗7000   | ↗9955   | ↗15 213 | ↗17 000 |
| 1992    | 2000    | 2002    | 2009    | 2010    | 2011    | 2012    |
| ↘15 100 | ↘14 100 | ↘12 909 | ↘12 466 | ↘11 934 | ↘11 923 | ↘11 781 |
| 2013    | 2014    | 2015    | 2016    | 2017    | 2018    | 2019    |
| ↘11 606 | ↗11 639 | ↘11 609 | ↘11 525 | ↘11 438 | ↘11 227 | ↘11 015 |
| 2020    | 2021    | 2023    | 2024    | 2025    |         |         |
| ↘10 873 | ↘10 382 | ↘10 155 | ↘9991   | ↘9833   |         |         |

Национальный состав
В поселке, согласно переписи[какой?], проживают кроме русских коренные жители нанайцы, эвенки, удыгейцы, ульчи и другие.

## Климат
| Показатель                    | Янв.  | Фев.  | Март  | Апр.  | Май  | Июнь | Июль | Авг. | Сен. | Окт.  | Нояб. | Дек.  | Год   |
| ----------------------------- | ----- | ----- | ----- | ----- | ---- | ---- | ---- | ---- | ---- | ----- | ----- | ----- | ----- |
| Абсолютный максимум, °C       | 1,1   | 2,8   | 14,5  | 27,4  | 31,7 | 35,2 | 35,9 | 34,0 | 28,7 | 22,6  | 10,8  | 3,1   | 35,9  |
| Средний суточный максимум, °C | −19,3 | −13,1 | −3,6  | 6,7   | 15,5 | 22,4 | 25,0 | 22,7 | 16,8 | 6,6   | −5,1  | −17,1 | 2,9   |
| Средняя температура, °C       | −23,5 | −18,9 | −9    | 2,8   | 10,6 | 17,5 | 20,8 | 19,0 | 12,3 | 3,2   | −9,6  | −20,7 | −0,9  |
| Средний суточный минимум, °C  | −27,5 | −23,3 | −14,7 | −1,6  | 5,0  | 12,6 | 16,0 | 15,3 | 8,0  | −0,5  | −14   | −24   | −5    |
| Абсолютный минимум, °C        | −43,6 | −38,1 | −32,4 | −21,6 | −6,1 | 1,5  | 3,8  | 2,6  | −4,7 | −13,1 | −33   | −39,5 | −43,6 |
| Норма осадков, мм             | 13    | 12    | 21    | 45    | 68   | 75   | 117  | 132  | 71   | 42    | 26    | 18    | 640   |

Данные обновлены в 2012 году

## Образование
- Начальная школа № 1
- Средняя школа № 2
- Средняя школа № 3

## Экономика
- Завод по изготовлению ПВВ (АО ДВПО «Восход») — изначально строился как военный завод. В 1980-х реорганизован для мирных целей. Производит промышленные взрывчатые вещества (для горно- и угледобывающей промышленности) и утилизацию устаревших видов боеприпасов. Основное предприятие. На этом предприятии в 1942 году начал свой трудовой путь, пройдя от старшего мастера до замначальника предприятия, Алексей Чёрный, мемориальная доска которому установлена на здании завода[30].
- ФГКУ комбинат «Волна» Росрезерва.
- Лесозаготовительное предприятие «Востокэкспортлес» специализируется на экспорте круглых пиломатериалов хвойных пород.
- ДРСК Дальневосточная распределительная сетевая энергетическая компания.

## Культура
В посёлке существует дом культуры «Восход», Центр славянской культуры «Родник», МБУК «Библиотечная сеть» а также детская музыкальная школа и детский центр «Солнышко» был переоформлен в кадетскую школу, но при этом название не изменилось.